# Thomas Jacobsen
Thomas Jacobsen (13 de setembro de 1972) é um velejador dinamarquês, campeão olímpico. Ele competiu nos Jogos Olímpicos de Verão de 2000 na classe Soling e conquistou a medalha de ouro, ao lado de Jesper Bank e Henrik Blakskjær, tendo vencido a equipe alemã na final por 4–3.
Jacobsen ganhou a medalha de prata com Jesper Bank no Campeonato Mundial de 1994 em Helsinque. Ele também navegou pelo United Internet Team Germany na 32ª Copa América.